# الجامعة الوطنية في كولومبيا (الكاريبي)
جامعة كولومبيا الوطنية (بالإسبانية: Universidad Nacional de Colombia) هي جامعة عامة ومستقلة ذات طابع وطني كولومبي، أُسست بموجب قانون عام 22 سبتمبر 1867 من قبل كونغرس الولايات المتحدة الكولومبية. يُعد مقرها بالكاريبي أو في جزيرة سان أندريس. أسسها المجلس الأعلى للجامعات عام 1997.